# 國道4號 (韓國)
國道4號（韓語：국도 제4호선），又稱群山-慶州線（군산 ~ 경주선），是韓國的一條國家級公路，全長350公里。
西起忠清南道群山市，經過大田、大邱，東至慶尚北道慶州市，大致橫貫韓國中部。

## 交汇道路
- 京釜高速公路
- 西海岸高速公路
- 論山天安高速公路
- 統營大田高速公路
- 中部內陸高速公路
- 中央高速公路
- 舒川公州高速公路
- 湖南高速公路支線
- 大田南環高速公路
- 大邱外郭循環高速道路
- 國道1號
- 國道3號
- 國道5號
- 國道7號
- 國道14號
- 國道17號
- 國道19號
- 國道20號
- 國道21號
- 國道23號
- 國道25號
- 國道26號
- 國道29號
- 國道31號
- 國道32號
- 國道33號
- 国道35号
- 國道37號
- 國道39號
- 國道40號
- 國道59號
- 國道77號
- 国家支援地方道49号
- 国家支援地方道67号
- 国家支援地方道68号
- 国家支援地方道69号
- 国家支援地方道79号